# Thajský královský všeobecný systém přepisu
Thajský královský všeobecný systém přepisu, zkráceně RTGS (z anglického Royal Thai General System of Transcription), je oficiální systém přepisu thajského písma do latinky v Thajsku.

## Užívání
Čeština nemá kodifikovaný oficiální systém transkripce z thajštiny, tudíž je tento systém často užíván pro transliteraci do češtiny. Systém řídí Thajská královská společnost. V Thajsku je používán například na dopravních značkách, avšak jeho praktické užívání je značně nekonzistentní. Je částečně založen na zásadách angličtiny. Tento systém je téměř totožný se standardem pro romanizaci ISO 11940-2.

## Přepis
| Písmeno   | Romanizace                 | Romanizace                |
| Písmeno   | Inciální pozice ve slabice | Finální pozice ve slabice |
| --------- | -------------------------- | ------------------------- |
| ก         | k                          | k                         |
| ข ฃ ค ฅ ฆ | kh                         | k                         |
| ง         | ng                         | ng                        |
| จ         | ch                         | t                         |
| ฉ ช       | ch                         | t                         |
| ซ         | s                          | t                         |
| ฌ         | ch                         | -                         |
| ญ         | y                          | n                         |
| ฎ         | d                          | t                         |
| ฏ         | t                          | t                         |
| ฐ ฑ ฒ     | th                         | t                         |
| ณ         | n                          | n                         |
| ด         | d                          | t                         |
| ต         | t                          | t                         |
| ถ ท ธ     | th                         | t                         |
| น         | n                          | n                         |
| บ         | b                          | p                         |
| ป         | p                          | p                         |
| ผ         | ph                         | -                         |
| ฝ         | f                          | -                         |
| พ         | ph                         | p                         |
| ฟ         | f                          | p                         |
| ภ         | ph                         | p                         |
| ม         | m                          | m                         |
| ย         | y                          | -                         |
| ร         | r                          | n                         |
| ฤ         | rue, ri, roe               | -                         |
| ฤๅ        | rue                        | -                         |
| ล         | l                          | n                         |
| ฦ         | lue                        | -                         |
| ฦๅ        | lue                        | -                         |
| ว         | w                          | -                         |
| ศ         | s                          | t                         |
| ษ         | s                          | t                         |
| ส         | s                          | t                         |
| ห         | h                          | -                         |
| ฬ         | l                          | n                         |
| ฮ         | h                          | -                         |

| Písmeno                      | Romanizace |
| ---------------------------- | ---------- |
| –ะ, –ั, รร (s koncovkou) , –า | a          |
| รร (bez koncovky)            | an         |
| –ำ                           | am         |
| –ิ, –ี                         | i          |
| –ึ, –ื, —ือ                     | ue         |
| –ุ, –ู                         | u          |
| เ–ะ, เ–็, เ–                  | e          |
| แ–ะ, แ–                      | ae         |
| โ–ะ, –, โ–, เ–าะ, –อ         | o          |
| เ–อะ, เ–ิ, เ–อ                | oe         |
| เ–ียะ, เ–ีย                    | ia         |
| เ–ือะ, เ–ือ                    | uea        |
| –ัวะ, –ัว, –ว–                 | ua         |
| ใ–, ไ–, –ัย, ไ–ย, –าย         | ai         |
| เ–า, –าว                     | ao         |
| –ุย                           | ui         |
| โ–ย, –อย                     | oi         |
| เ–ย                          | oei        |
| เ–ือย                         | ueai       |
| –วย                          | uai        |
| –ิว                           | io         |
| เ–็ว, เ–ว                     | eo         |
| แ–็ว, แ–ว                     | aeo        |
| เ–ียว                         | iao        |